# 邵恩新
邵恩新（1924年4月1日—2014年9月24日），原名邵興旺，台灣政治人物，臺北州新莊郡鷺洲庄二重埔（今新北市三重區）人。曾任臺北縣縣長、臺北縣政府民政局局長及臺北市市長。

## 生平
邵恩新為臺北州新莊郡鷺洲庄二重埔人，大正十三年（1924年）出生在新莊郡鷺洲庄破小的茅草屋中。父親邵拿是苦力工人，做工時死於工地，邵恩新三歲就為成孤兒。母親是洗衣婦，哥哥是拉黃包車的，邵興旺進二重埔公學校（今新北市三重區二重國民小學）時，是家中第一個識字的。
昭和十二年（1937年），邵興旺畢業於二重埔公學校，以優秀成績得到鷺洲庄庄長武生玉藏的獎狀。邵恩新前往基隆郡平溪庄打天下。最初在平溪青桐坑礦坑當雜工。後到青桐坑小學作校工。一年以後，被介紹到臺北帝國大學醫學部當杜聰明的工友。昭和十五年（1940年），十六歲時在板橋街的臺北州廳倉庫裡看倉庫，並發奮自修。在十九歲那年（1943年）考取普通考試，在臺灣總督府當僱員，正式有公務員身分。家中才算安定，有餘力接濟母親。:307-308
1945年，邵恩新出任臺灣省行政長官公署財政處的辦事員。直到1949年參加普通考試及格，改派到臺灣省政府建設廳當科員。當時邵恩新白天要上班，晚上要補習國語文（北京話），營養不好，引起肺病，肋膜發炎潰爛。1950年3月陳尚文繼彭德接任廳長時期，將邵氏視為前任心腹，迫他辭職，最終於6月辭職。:308
辭職後，邵恩新於1950年9月參加普通行政人員高等考試，最終及格。被派往臺灣省民政廳當股長，1954年調任專員。1958年6月被派往高雄縣政府民政局長。當時邵恩新身受紅、白兩派洪榮華、陳新安器重，即使黑派的余登發當縣長，也對他不錯。外界認為這是邵恩新的穩健作風，發生協調作用。:308-309
1963年12月，邵恩新回到臺北縣任民政局長，幾已成為縣長蘇清波左右手。然之後蘇清波左右幹部在蘇氏面前將三重市罷免縣長事件、以及三重市里長拒絕出席蘇縣長所主持的講習會等事件歸咎於邵恩新，使邵恩新受過他的臉色。最後誤會冰釋。蘇清波曾公開支持邵恩新參選第七屆臺北縣長國民黨內提名。:310
據與邵恩新相識四十餘年的新北市議會議長陳幸進回憶，邵恩新擔任縣長時，他是基層里長。當時的三重正處於農業、工商業發展起步，邵恩新改建了臺北橋、完成集美街一帶的重劃，才會有集美國小等建設。邵恩新為人是非分明、生活嚴謹、不包庇，一生清廉，卸任公職時兩袖清風，連房子都沒有。
邵為臺北市任期最短的市長，僅4個月餘，後因心臟病請辭，受聘為行政院顧問，原職由高雄市市長楊金欉接任。
2014年逝世。享壽九十一歲。

### 信仰
年輕時在三重重新長老教會受洗成為基督徒，曾擔任教會青年團契會長。擔任台北縣長任內，轉會籍到板橋長老教會聚會。

## 外部連結
- 昭和12年邵恩新品學優異得到鷺洲庄庄長長獎狀 （页面存档备份，存于），國家文化記憶庫。

| 中華民國政府職務 | 中華民國政府職務                                         | 中華民國政府職務                   |
| ---------------- | -------------------------------------------------------- | ---------------------------------- |
| 臺北縣政府       |                                                          |                                    |
| 前任： 蘇清波    | 台北縣縣長 第九、十屆 1973年2月1日－1981年9月14日        | 繼任： 武增文（代理） 正任：林豐正 |
| 台北市政府       |                                                          |                                    |
| 前任： 李登輝    | 台北市市長 直轄市官派第五任 1981年12月4日－1982年4月19日 | 繼任： 楊金欉                      |